# ISO 3166-2:CW

Lokalizace státu Curaçao na mapě světa

Kódy ISO 3166-2 pro Curaçao neidentifikují žádné regiony (stav v roce 2015).

## Změny
- Věstník II-3 Zavedení kódu